# 弗洛朗坦拉卡佩勒
弗洛朗坦拉卡佩勒（法語：Florentin-la-Capelle，法語發音：[flɔʁɑ̃tɛ̃ la kapɛl]）是法国阿韦龙省的一个市镇，属于罗德兹区。

## 地理
弗洛朗坦拉卡佩勒（44°37'49"N, 2°37'55"E）面积36.8 平方千米，位于法国奧克西塔尼大區阿韦龙省，该省份为法国南部内陆省份，位于法國中央高原南部，北起顺时针与康塔爾省、洛泽尔省、加尔省、埃罗省、塔恩省、塔恩-加龙省和洛特省接壤。
与弗洛朗坦拉卡佩勒接壤的市镇（或旧市镇、城区）包括：康普列兹、特吕耶尔河畔昂特赖格、戈利纳克、蒙佩鲁、勒奈拉克、圣阿芒德科。

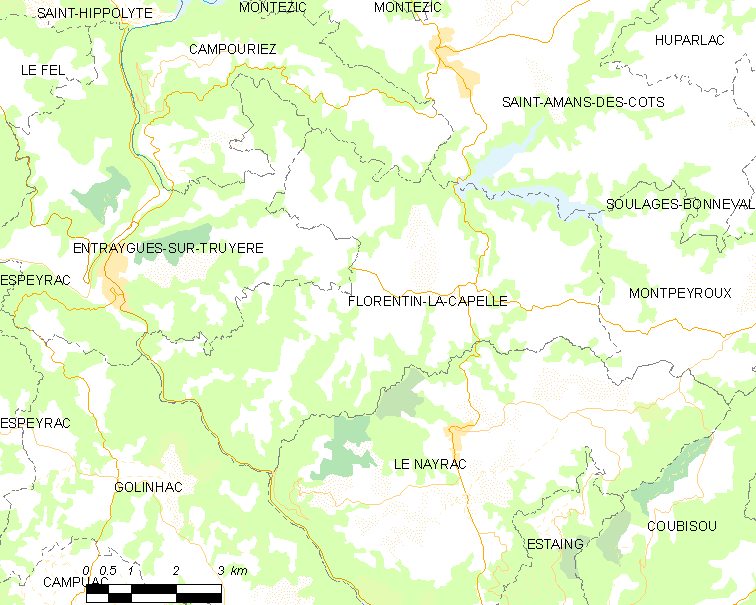
弗洛朗坦拉卡佩勒的OSM定位图

弗洛朗坦拉卡佩勒的时区为UTC+01:00、UTC+02:00（夏令时）。

## 行政
弗洛朗坦拉卡佩勒的邮政编码为12140，INSEE市镇编码为12103。

## 政治
弗洛朗坦拉卡佩勒所属的省级选区为欧布拉克-卡尔拉代斯县。

## 人口

1962-2008年间弗洛朗坦拉卡佩勒人口变化图示

弗洛朗坦拉卡佩勒于2022年1月1日时的人口数量为281人。